# Nomada accepta
Nomada accepta är en biart som beskrevs av Cresson 1878. Nomada accepta ingår i släktet gökbin, och familjen långtungebin. Inga underarter finns listade i Catalogue of Life.